# سینت جوزف (کانزاس)
سینت جوزف (به انگلیسی: St. Joseph) یک منطقهٔ مسکونی در ایالات متحده آمریکا است که در کانزاس واقع شده‌است. سینت جوزف ۴۱۹٫۱۱ متر بالاتر از سطح دریا واقع شده‌است.